# Egon Bischoff
Egon Bischoff (* 10. Juni 1934 in Gotha; † 5. Dezember 2018 in Berlin) war ein deutscher Tänzer, Choreograf und Ballettdirektor. Er bezog sich an der Deutschen Staatsoper Berlin auf die russische Schule und verhalf dem Ballettensemble zu internationaler Anerkennung.

## Leben und Wirken
Der 1934 in Thüringen geborene Sohn eines Bauern begann seine Laufbahn nach ersten Ballettstunden in seiner Geburtsstadt Gotha 1951 als Balletteleve am Stadttheater Eisenach. Von 1951 bis 1953 wurde er an der Palucca-Schule in Dresden weiter ausgebildet.
1953 gehörte er zu den drei aufgrund ihrer körperlichen Voraussetzungen und ihrer sozialen Herkunft Auserwählten, die als Erste an der Leningrader Waganowa-Ballettakademie in das sowjetische Unterrichtssystem nach der Methode von Agrippina Waganowa eingeführt wurden. Alle drei mussten vor Reiseantritt mit Studenten ganz anderer Studienrichtungen ein dreimonatiges Seminar auf Schloss Burgscheidungen in Sachsen-Anhalt durchlaufen, das sie ideologisch vorbereiten sollte. Ziel des danach in Leningrad begonnenen fünfjährigen, bis an die körperliche Leistungsgrenze gehenden Drills war die Ausbildung zu Bühnentänzern auf Weltniveau und Heranbildung von Tanzpädagogen als Propagandisten der sowjetischen Lehre. Der Fokus lag dabei auf den drei wichtigen Elementen des klassischen Tanzes: Kraft, Beweglichkeit und Ausdauer. Bischoffs Lehrer waren unter anderem Alexander Puschkin, Vera Kostrowizkaja und Olga Lepeschinskaja. Hier schloss er auch Bekanntschaft mit Rudolf Nurejew. Wichtig war es, die Originalchoreografien zu studieren und exakt zu fixieren. Diese Aufgabe erfüllte Bischoff zusammen mit seiner Kollegin Ursula Collein.
Mit neuem Wissen, erweiterten Fertigkeiten und natürlich dem Diplom als Bühnentänzer und Ballettpädagoge ausgestattet, kehrte er 1958 aus Leningrad zurück. Er erhielt ein Engagement als Solotänzer an der Deutschen Staatsoper Unter den Linden und eine Dozentur an der Staatlichen Ballettschule Berlin. Bereits 1959 wurde er Trainingsmeister an der Staatsoper. Im November 1959 führte die Staatsoper Tschaikowskis Schwanensee auf Basis der choreografischen Quellen und Leningrader und Moskauer Originalgestaltungen auf. Die damalige Ballettmeisterin Lilo Gruber zeichnete dafür gemeinsam mit Ursula Collein und Egon Bischoff verantwortlich.
Der nächste Karrieresprung erfolgte wiederum ein Jahr später, als er Erster Solotänzer wurde. Jetzt tanzte er die männliche Hauptrolle in Schwanensee und wurde – außer im eigenen Land – auch beim Gastspiel in München gefeiert. In der DDR erntete er unter anderem 1964 für seinen dank „äußerst sichere[r] Darstellungskunst“ mimisch-gestisch ausgefeilt getanzten Batiatus in Wolfgang Hohensees Spartacus-Ballett reichlich Lob. Choreografisch trat er unter anderem 1966 mit Dornröschen, einer gemeinsamen Erarbeitung von Lilo Gruber, Grita Krätke (1963 als Choreografin berufen) und ihm, hervor. Er selbst verkörperte die männliche Hauptrolle.
1960 hatte Bischoff seine Lehrverpflichtung an der Staatlichen Ballettschule auf eine Gastdozentur reduziert, 1968 nahm er eine solche auch im Fach Ballett an der Fachschule für Tanz in Leipzig an. Außerdem war er ab 1968 als Erster Trainingsmeister und Ballettrepetitor an der Staatsoper im Einsatz. Die Trainings- und Ballettmeister-Aufgaben sowie die Choreografie-Assistenzen, die im Laufe der Jahre immer mehr Raum einnahmen, füllten mit der Zeit ganz sein Schaffen aus und lösten die aktive Tanzlaufbahn schließlich ab. Bis 1970 war Egon Bischoff außer in Schwanensee und Dornröschen in Hauptrollen weiterer bekannter Ballette wie Giselle, Romeo und Julia oder Coppélia zu sehen.
Eine seiner ersten alleinverantwortlichen Choreografien, das 1970 nach der Originalchoreografie Michail Fokins dargebotene Ballett Les Sylphides nach der Musik von Chopin, fand in der Neuen Zeit keinen Anklang. Der Theaterkritiker Eckart Schwinger meinte, es habe „die hingehauchte Brillanz, die atemversetzende Virtuosität“ gefehlt, stattdessen habe er „gepflegte Langeweile“ verspürt.
1972 stieg der Erste Trainingsmeister zum stellvertretenden Ballettdirektor auf, und zu Beginn der Spielzeit 1974/75 wurde er zum Ballettdirektor der Deutschen Staatsoper Berlin ernannt. Für Choreografien stand er fortan nur sporadisch zur Verfügung, da seine Hauptaufgaben anderer Natur waren und zudem oft Gastchoreografen ins Haus eingeladen wurden. Er ließ es sich jedoch 1979 nicht nehmen, die Inszenierung des Dauerbrenners Schwanensee im Palast der Republik selbst vorzunehmen. Nach drei Jahren und 34 Vorstellungen mit über 100.000 Besuchern wurde das Stück 1983 wieder in den Spielplan des Stammhauses übergeführt, während Aschenbrödel ins Palast-Programm nachrückte. Zu besonderen Anlässen choreografierte Bischoff auch Programme aus Musiktheater- und Volkstanz-Zugnummern im Palast der Republik und setzte dabei – wie es hieß – auf gewohnt „temperamentgeladene“ Vorführungen.
Er unternahm in seiner aktiven Zeit Auslandstourneen durch Japan, Spanien und Italien. Auch danach weilte er wiederholt im Ausland, diesmal um die Waganowa-Methode in den USA und Japan als Gastdozent für klassischen Tanz zu lehren. Des Weiteren war er neben regelmäßigen Einsätzen als Juror bei den Ballettwettbewerben der DDR in derselben Funktion international erfolgreich tätig, zum Beispiel in den USA, Japan oder Bulgarien.
Michael Denard löste ihn mit Beginn der Spielzeit 1993/1994 als Ballettdirektor der Staatsoper ab.
Egon Bischoff war mit der Staatsballetttänzerin Gisela Ambros (1930–2018) verheiratet.
Bischoff war SED-Mitglied und wiederholt Mitglied der Zentralen Parteileitung der Staatsoper.
Am 5. Dezember 2018 starb Egon Bischoff in Berlin.

## Bedeutung
Egon Bischoff brachte an der Staatsoper die klassisch-akademische russische Schule zur Vollendung und beförderte in enger Zusammenarbeit mit der Berliner Staatlichen Ballettschule die Homogenität des Ensembles. Unter seiner Leitung genoss das Staatsopernballett nationale und internationale Anerkennung. Seine Produktionen von Schwanensee, Der Nussknacker und La Sylphide stießen allesamt auf ein großes Echo. Als „Sternstunde“ wurde das ab 1988 über mehrere Jahre gezeigte Ballett Giselle bezeichnet. Werner Gommlich (Theater der Zeit) gefiel, „wie Aktualität ohne Kampf und falsch verstandenes Neuerertum dem (unbeschädigten!) Erbe abgewonnen werden kann“. Bischoff gelang es, auch das ein oder andere als Formalismus verfemte Stück ins Repertoire zu übernehmen.
Einige Aufführungen wurden fürs Fernsehen aufgezeichnet, und Bischoff schuf ebenso Choreografien eigens für dieses Medium.

## Zitate von Egon Bischoff

### Über die „authentische Wiedergabe“
„Der Reiz einer authentischen Wiedergabe besteht in der Möglichkeit, eine Zeit besser zu begreifen und zu erkennen, welche künstlerischen Impulse bis in unsere Zeit wirksam sind.“

### Über die führende Rolle der sowjetischen Ballettkunst
„Wer heutzutage im Ballettschaffen ein Wort mitreden will, muß die grundsätzlichen Erkenntnisse der sowjetischen Ballettkunst beachten und sie stets in seine Arbeit einfließen lassen.“

## Artikelveröffentlichungen
- Liebe und Engagement für den Beruf. Egon Bischoff, Ballettdirektor der Deutschen Staatsoper Berlin, über Erfahrungen mit dem Tänzernachwuchs. In: Theater der Zeit, Heft 3/1989, S. 42 f.
- Persona grata des modernen Balletts. Die Tanzkünstlerin Tatjana Gsovsky feiert heute ihren Neunzigsten. In: Berliner Zeitung, 18. März 1991, S. 9.